# Gideon Welles

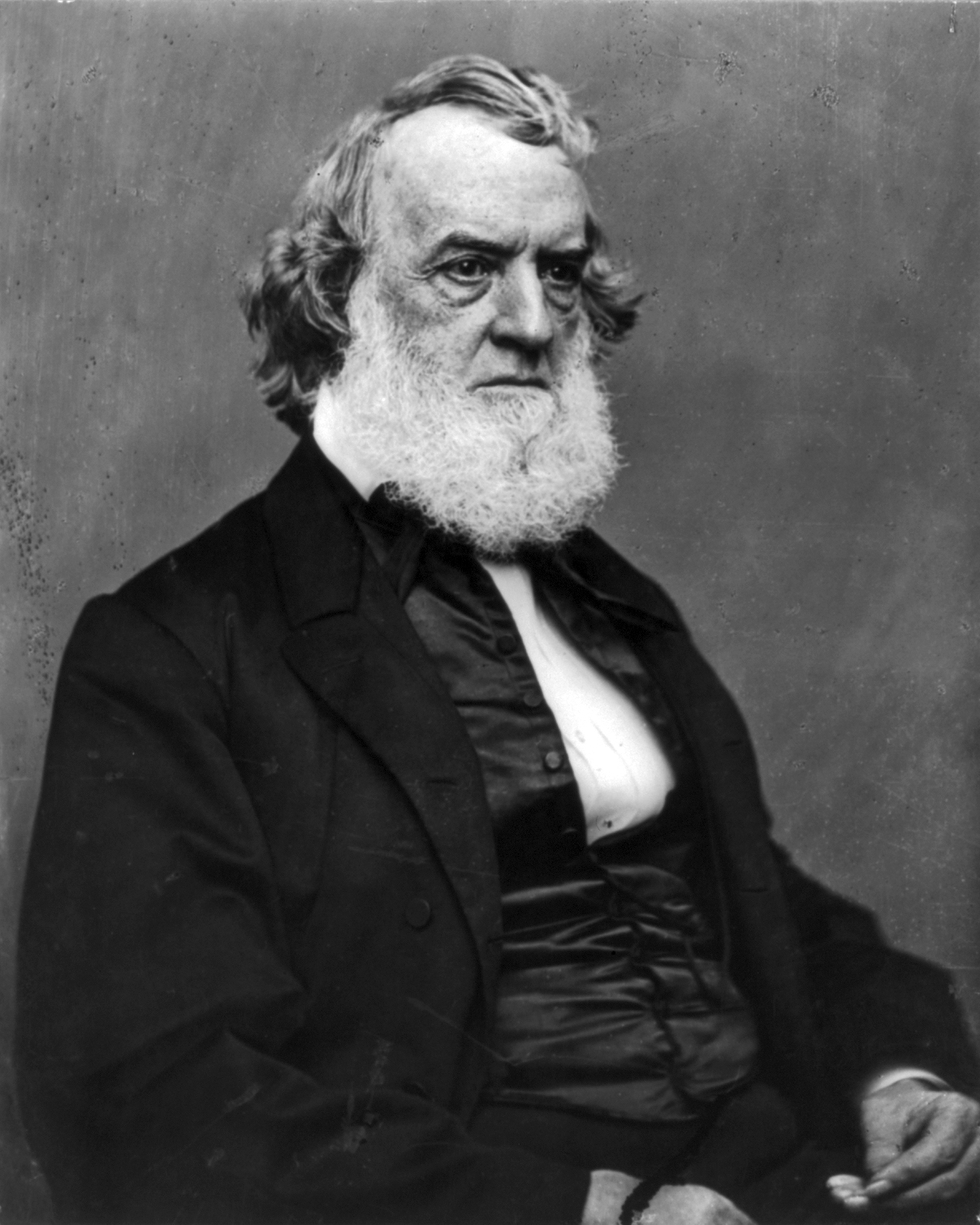
Gideon Welles in ca. 1855–65

Gideon Welles (1 juli 1802 - 11 februari 1878) was een Amerikaanse politicus uit de staat Connecticut.
Welles behoorde aanvankelijk tot de Democratische Partij maar na de afkondiging van de Kansas-Nebraska Act engageerde hij zich in de pas opgerichte Republikeinse Partij van zijn thuisstaat. Op de nationale conventie van de Republikeinen in 1860 steunde hij Salmon P. Chase en niet Abraham Lincoln als presidentskandidaat. Deze stelde Welles na zijn verkiezing tot president toch aan als minister van Marine op voordracht van vicepresident Hannibal Hamlin. Welles speelde een cruciale rol bij de organisatie tijdens de Amerikaanse Burgeroorlog van de blokkades van de havens van de Confederatie, wat van essentieel belang is geweest voor de overwinning van de Unie. Hij lag aan de basis van een groots opgezet bouwprogramma van oorlogsschepen, waardoor de Noordelijke oorlogsvloot in omvang verzevenvoudigde. Onder zijn leiding werden ijzeren oorlogsbodems gebouwd, de zogenaamde ironclads. Het eerste en beroemdste exemplaar was de USS Monitor. Welles bleef aan tijdens het presidentschap van Andrew Johnson, die hij steunde tegen de zogenaamde Radicale Republikeinen. Na het einde van zijn ambtstermijn in 1869 keerde Welles terug naar Connecticut en schreef er nog enkele boeken, onder meer over Lincoln. Welles overleed in 1878. Zijn omvangrijke dagboeken vormen een belangrijke bron voor de Amerikaanse politieke geschiedenis van de jaren 1861-1869.
- Gemeinsame Normdatei: 1089112173
- International Standard Name Identifier: 0000 0000 7105 6950
- Library of Congress Control Number: n86071999
- National Archives and Records Administration: 10571337
- Nationale Bibliotheek van Tsjechië: jx20090907028
- Nationale Bibliotheek van Israël: 987007280978705171
- Nederlandse Thesaurus van Auteursnamen: 071436073
- SNAC: w6vx0gb5
- Système universitaire de documentation: 123051274
- Trove: 1009841
- Virtual International Authority File: 52485948
- WorldCat: E39PBJwxFDBmcjJXqy7PV6Trbd